# Pinedale
La ville américaine de Pinedale est le siège du comté de Sublette, dans l’État du Wyoming. En 2000, sa population s’élevait à 1 412 habitants.

## Source
- (en) Cet article est partiellement ou en totalité issu de l’article de Wikipédia en anglais intitulé « Pinedale, Wyoming » (voir la liste des auteurs).